# Aramejci
Aramejci su jedan od semitskih naroda, koji je obitavao Mezopotamiju, to jest područje današnjeg Iraka, Sirije, Irana i dijela Turske. Kroz drevnu povijest u više su navrata imali svoju državu, dok se nisu stopili s okolnim narodima. U bizantsko doba još je na Bliskom istoku većinski dio naroda govorio aramejskim jezikom, koji se postupno razvio u oblik koji se u znanosti obično naziva starosirski jezik sa svoja dva različita pisma.  Budući da su Aramejci po vjeroispovijesti kršćani (većina pripada Sirskoj pravoslavnoj Crkvi ili Asirskoj Crkvi Istoka), a države koje su nastale nakon pada Bizanta, onda i Turskog Carstva preuzele su muslimansku vjeroispovijest, Aramejci su kroz povijest bili u podređenom položaju kao manjina, tako da su neki prešli na islam, drugi su kao kršćani nastavili živjeti u svojim krajevima, a dio je emigrirao na Zapad. Danas Aramejaca, ili točnije rečeno, pripadnika ovih Crkava aramejskoga jezika, ima po cijelom svijetu, dijelom u Europi, i to u Njemačkoj, Švicarskoj i Švedskoj, u Izraelu, a dijelom i u SAD-u.

## Poveznice
- Aramejski jezik
- Asirci